# Vera Poska-Grünthal
Vera Poska-Grünthal (ur. 25 marca 1898 w Tallinnie, zm. 29 stycznia 1986 w Sztokholmie) – estońska feministka, dziennikarka i prawniczka.

## Życiorys
Jej ojciec Jaan Poska był w latach 1913–1917 burmistrzem Tallinna, w 1918 był ministrem spraw zagranicznych Estonii, a w 1920 ministrem sprawiedliwości. Jaan i jego żona Constanca mieli sześć córek i dwóch synów. Vera była najmłodszą córką. Po ukończeniu szkoły średniej w 1915 rozpoczęła studia prawnicze na Kursach Bestużewa w Petersburgu. W 1918 studiowała w Woroneżu. W 1919 wyszła w Petersburgu za mąż za Timotheusa Grünthala i we wrześniu wrócili do jego rodzinnego miasta Kuressaare. Mąż Very kontynuował studia prawnicze na Uniwersytecie w Tartu. Vera po urodzeniu dwójki dzieci również wróciła na studia na tej samej uczelni. Studia ukończyła w 1925. Pracowała w Biurze Porad Prawnych w Tallinnie. W latach 1927–1929 pracowała jako asystentka adwokata w Tallinnie, a w latach 1929–1935 w Tartu, udzielając porad ofiarom przemocy i pomagając w rozwodach. Wtedy zdała sobie sprawę, że obowiązujący kodeks cywilny nie chroni rodziny, małżeństw, nieślubnych dzieci i ich matek. Przepisy te były również sprzeczne z Konstytucją Republiki Estonii. Aby doprowadzić do zmiany prawa, próbowała znaleźć wsparcie Eesti Naisorganisatsioonide Liit (Związku Estońskich Organizacji Kobiecych), ale spotkała się z krytyką i powątpiewaniem, że znajdą się kobiety prawniczki, które będą w stanie wygrać z mężczyznami. Vera wycofała się z życia publicznego i zajęła badaniem rozwiązań w tej dziedzinie w innych krajach, szczególnie w Skandynawii.
W 1928 pojechała do Paryża, gdzie wzięła udział w I Międzynarodowej Konferencji Pracy Socjalnej. Dyskutując na temat praw nieletnich, uświadomiła sobie, że powinna powstać międzynarodowa organizacja zrzeszająca kobiety prawniczki. Założyła ją razem z innymi uczestniczącymi w kongresie prawniczkami. Wśród założycieli, oprócz Very, znalazły się: Marcelle KraemerBach i Agathe Dyvrande–Thevenin z Francji, Clara Campoamor z Hiszpanii i Berent z Niemiec. Organizacja otrzymała nazwę Fédération Internationale des Femmes de Carrière Juridique (Międzynarodowa Federacja Kobiet Zawodów Prawniczych) i jej celem było nie tylko utrzymanie kontaktów pomiędzy europejskimi prawniczkami, ale również pośrednictwo w badaniach nad prawem rodzinnym. W 1929 odbył się w Paryżu pierwszy kongres Federacji, a do dotychczasowych krajów dołączyły prawniczki ze Szwajcarii, Włoch, Belgii, Bułgarii, Danii, Finlandii, Norwegii, Portugalii, USA, Rumunii, Polski, Wielkiej Brytanii, Austrii i Czechosłowacji.
W 1940 roku odznaczona Orderem Estońskiego Czerwonego Krzyża IV klasy.
W 1944 Vera Poska-Grünthal z rodziną uciekła do Szwecji. W 1952 założyła w Sztokholmie estońskie czasopismo Triinu i w latach 1952–1981 była jego redaktorką. Zmarła w Sztokholmie. Została pochowana na cmentarzu kościelnym w Lidingö.

## Publikacje
- See oli eestis : 1919–1944 Sztokholm 1975[6]
- Jaan Poska tütar jutustab 1969[7]
- Elu jätkub võõrsil 1985[8]